# Instytut Niskich Temperatur i Badań Strukturalnych im. Włodzimierza Trzebiatowskiego Polskiej Akademii Nauk
Instytut Niskich Temperatur i Badań Strukturalnych im. Włodzimierza Trzebiatowskiego PAN – instytut naukowy Polskiej Akademii Nauk z siedzibą we Wrocławiu, zajmujący się badaniem fizykochemicznych struktur ciała stałego oraz jej wpływu na własności fizyczne, chemiczne i spektroskopowe, ze szczególnym naciskiem położonym na badania w niskich temperaturach.

## Historia
Działalność instytutu została zapoczątkowana w roku 1966, kiedy to połączono ze sobą placówki PAN sięgających swymi korzeniami roku 1954, Zakład Fizyko-Chemiczny Badań Strukturalnych PAN i Zakład Niskich Temperatur Instytutu Fizyki PAN oraz Zakład Petrochemii Instytutu Chemii Organicznej PAN, który dołączył w roku 1984. Składa się z sześciu oddziałów naukowych (Niskich Temperatur i Nadprzewodnictwa, Teorii Materii Skondensowanej, Badań Magnetyków, Spektroskopii Optycznej, Badań Strukturalnych oraz Chemii Nanomateriałów i Katalizy) oraz dodatkowych jednostek organizacyjnych.

## Działalność naukowa
Instytut dzięki nowoczesnej aparaturze i wykwalifikowanej kadrze naukowej prowadzi badania zgodnie ze światowymi standardami oraz kształci młodych pracowników naukowych. W Instytucie istnieje studium doktoranckie, a także prowadzone są prace dyplomowe studentów uczelni polskich i zagranicznych. Główne kierunki badań obejmują strukturę krystaliczną i elektronową, przemiany fazowe, właściwości magnetyków i metali, układy metal-wodór i ferromagnetyki, zjawisko nadprzewodnictwa, osprzęt i materiały kriogeniczne, fizykę defektów sieciowych, strukturę katalizatorów metalicznych i ich aktywność, nowe materiały laserowe, strukturę i właściwości układów 5f- i 4f-elektronowych. Każdego roku Instytut jest organizatorem kilku spotkań i konferencji naukowych o charakterze krajowym lub międzynarodowym. Wydawana jest również Fizyka i chemia ciała stałego będąca serią monografii.

## Dyrektorzy
- Włodzimierz Trzebiatowski (1966–1974)
- Bohdan Staliński (1975–1983)
- Jan Klamut (1984–1992), ponownie (1999–2002)
- Józef Sznajd (1993–1998), ponownie (2003–2010)
- Andrzej Jeżowski (2011–2022)
- Dariusz Kaczorowski (od 2023)[1]

## Lokalizacja
Do roku 1993 siedziba instytutu znajdowała się w budynkach przy ul. Gajowickiej (d. Próchnika) i w Pałacu Arcybiskupim zarekwirowanym po II wojnie światowej przez władze PRL. Obecnie jednostki Instytutu są zlokalizowane przy ul. Okólnej na wrocławskim Rakowcu.